# Imperfect Remixes
Imperfect Remixes je druhé EP arménsko-amerického zpěváka Serje Tankiana, které vyšlo 1. března 2011 a obsahuje upravené remixy z jeho předchozího alba Imperfect Harmonies, které vyšlo v září 2010. Na této kompilaci se podílel Tom Morello, který vytvořil rockový remix písně „Goodbye – Gate 21“. Na albu se nachází také dodatečná strana B ze sessions Imperfect Harmonies s názvem „Goddamn Trigger“.
K této příležitosti vyšel i videoklip k písni „Goodbye – Gate 21“, jenž byl zveřejněn 28. února 2011 a vystupují v něm Serj Tankian, Tom Morello, F.C.C. Režiséry videoklipu byli Ara Soudjian a George Tonikian.

## Seznam skladeb
Všechny skladby napsal(i) Serj Tankian. 
| Pořadí         | Název                                                   | Délka |
| -------------- | ------------------------------------------------------- | ----- |
| 1.             | "Goodbye – Gate 21“ (Rock Remix, featuring Tom Morello) | 3:41  |
| 2.             | “Reconstructive Demonstrations“ (Rock Remix)            | 4:06  |
| 3.             | „Invisible Love – Deserving?“ (Electro Remix)           | 4:22  |
| 4.             | „Goddamn Trigger“ (Non-Album Track)                     | 3:20  |
| Celková délka: | Celková délka:                                          | 15:29 |